# Montaigut-sur-Save
 Montaigut-sur-Save  es una población y comuna francesa, en la región de Mediodía-Pirineos, departamento de Alto Garona, en el distrito de Toulouse y cantón de Grenade-sur-Garonne.

## Demografía
| 306 | 419 | 589 | 724 | 972 | 1201 |
| Para los censos de 1962 a 1999 la población legal corresponde a la población sin duplicidades (Fuente: INSEE [Consultar]) |     |     |     |     |      |